# Meaulne
Meaulne és un municipi delegat de França, situat al departament de l'Alier i a la regió d'Alvèrnia-Roine-Alps.
L'1 de gener de 2017, Meaulne es va fusionar amb Vitray i formar el municipi nou de Meaulne-Vitray.